# Pisidium

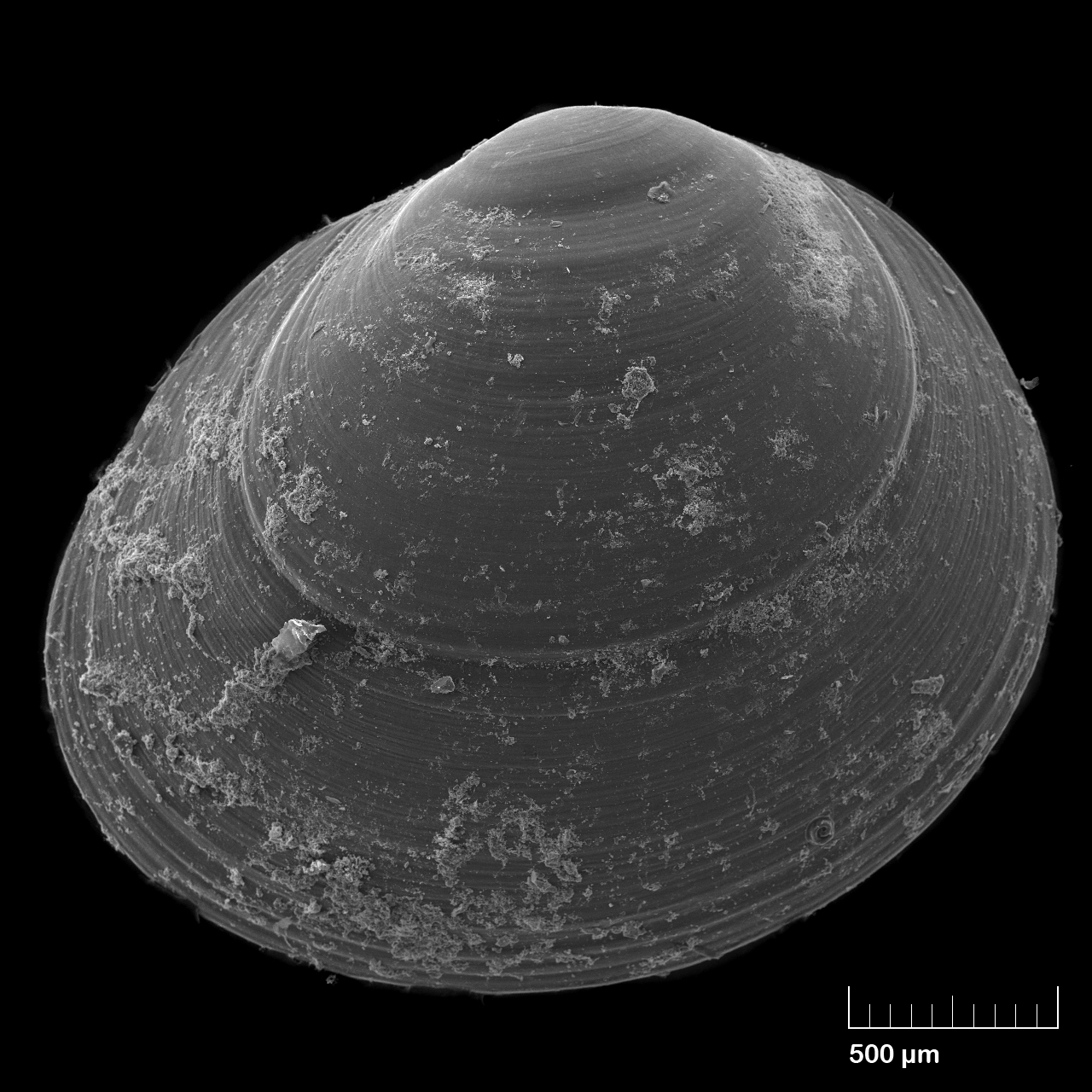
Pisidium, nieoznaczony gatunek

Pisidium, groszkówka – holarktyczny rodzaj obejmujący pospolite, słodkowodne małże o charakterystycznym, kulistym kształcie muszli ze szczytami przesuniętymi ku tyłowi i niewielkich wymiarach ciała, należący do rodziny kulkówkowatych (Sphaeriidae). 

## Systematyka
Jeden z rodzajów rodziny kulkówkowatych (Sphaeridae), w Polsce reprezentowany przez 17 gatunków. Rodzaj wydzielił C. Pfeiffer w 1821 roku. Polska nazwa zwyczajowa rodzaju to groszkówka.

### Etymologia nazwy
Nazwa rodzaju odnosi się do kształtu muszli, która przypomina ziarnko grochu (grek. Πίσον, pison – groch; Είδοσ, eidos – podobny).

### Gatunki
Gatunkiem typowym jest Pisidium obtusale (Lamarck, 1818). Systematyka rodzaju różni się w zależności od opracowań, w skład rodzaju zaliczane są następujące gatunki:
- Pisidium adamsi  Stimpson, 1851[1]
- Pisidium amnicum (Müller, 1774)[7][1] – groszkówka rzeczna
- Pisidium annandalei Prashad, 1925[7]
- Pisidium casertanum (Poli, 1791) [7][1]
- Pisidium compressum  Prime, 1852[1]
- Pisidium conventus Clessin, 1877[7][1] – groszkówka głębinowa
- Pisidium cruciatum  Sterki, 1895[1]
- Pisidium dubium  (Say, 1817)[1]
- Pisidium equilaterale  Prime, 1852[1]
- Pisidium fallax  Sterki, 1896[1]
- Pisidium ferrugineum  Prime, 1852[1]
- Pisidium globulare Westerlund, 1873[7]
- Pisidium henslowanum (Sheppard, 1823)[7][1]
- Pisidium hibernicum Westerlund, 1894[7]
- Pisidium hinzi  Kuiper, 1975[7]
- Pisidium idahoense  E. W. Roper, 1890[1]
- Pisidium insigne  Gabb, 1868[1]
- Pisidium lilljeborgii Esmark & Hoyer, 1886[7][1]
- Pisidium maasseni Kuiper, 1987[7]
- Pisidium milium  Held, 1836[7][1]
- Pisidium moitessierianum Paladilhe, 1866[7]
- Pisidium nitidum Jenyns, 1832[7][1]
- Pisidium obtusale (Lamarck, 1818)[7]
- Pisidium personatum Malm, 1855[7]
- Pisidium punctatum  Sterki, 1895[1]
- Pisidium punctiferum  (Guppy, 1867)[1]
- Pisidium pseudosphaerium  	Ehrmann, 1933[7]
- Pisidium pulchellum Jenyns, 1832[7]
- Pisidium rotundatum  Prime, 1852[1]
- Pisidium sanguinichristi  Taylor, 1987[1]
- Pisidium subtruncatum Malm, 1855[7][1]
- Pisidium supinum Schmidt, 1851[7][1]
- Pisidium tenuilineatum Stelfox, 1918[7]
- Pisidium ultramontanum  Prime, 1865[1]
- Pisidium variabile  Prime, 1852[1]
- Pisidium ventricosum  Prime, 1851[1]
- Pisidium walkeri  Sterki, 1895[1]
- Pisidium waldeni Kuiper, 1975[7]

## Występowanie
Holarktyka.

## Budowa

### Cechy morfologiczne

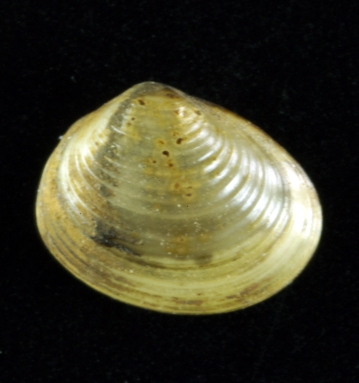
Muszla groszkówki rzecznej (Pisidium amnicum).

Muszla drobna, o długości nie przekraczającej 6-10 mm (jedynie w przypadku P. amnicum większa – ok. 7-11 mm). Szczyty położone w tylnej części na górnym brzegu muszli. Płyta zamka i zęby silnie zaznaczone i mocne. Syfony całkowicie zredukowane lub obecny jest tylko jeden syfon. Skrzela wewnętrzne duże, zewnętrzne małe lub całkowicie zredukowane. Krótki przewód pokarmowy, o długości w przybliżeniu równej dwóm długościom ciała.

## Biologia i ekologia

### Zajmowane siedliska
Przedstawiciele występują w śródlądowych wodach bieżących i stojących, w różnych typach zbiorników wodnych. Przebywają całkowicie zakopane w osadach dennych, w których drążą tunele. Poszczególne gatunki mogą różnić się pod względem preferencji siedliskowych, gatunki występujące sympatrycznie rozmijają się pod względem okresów rozrodu i maksimów liczebności.

### Odżywianie
Filtratory, odżywiają się zawiesiną odcedzaną z wody na skrzelach. Woda do jamy płaszcza wciągana jest przez szczelinę nożną płaszcza, wyrzucana zaś przez otwór analny lub syfon analny. Przepływ wody jest napędzany przez rzęski nabłonka migawkowego, pokrywającego skrzela i jamę płaszczową. Prądy rzęskowe na skrzelach kierują zlepione cząsteczki zawiesiny do płatów gębowych, gdzie następuje selekcja pokarmu. Cząstki niejadalne lub zbyt duże są odrzucane jako pseudofekalia. Pokarmem mogą być bakterie odfiltrowywane z wód interstycjalnych, drobne jednokomórkowe glony, detrytus.

### Oddychanie
Wymiana gazowa zachodzi za pośrednictwem skrzeli i jamy płaszcza.

### Rozmnażanie
Obojnaki. Zapłodnienie następuje w kanale hermafrodytycznym. Jaja rozwijają się w torbach lęgowych (marsupiach) w skrzelach wewnętrznych rodziców. Gdy embrion wytworzy muszlę i osiągnie odpowiednie rozmiary, rozrywa marsupium, wypada do jamy płaszcza i po pewnym czasie wydostaje się na zewnątrz.